# Wojciech Kulawski
Wojciech Kulawski (ur. 1977 w Tyczynie) – polski pisarz kryminałów, thrillerów, fantastyki i powieści sensacyjnych. 

## Życiorys
Absolwent V Liceum Ogólnokształcącego w Rzeszowie. Ukończył studia informatyczne na Politechnice Rzeszowskiej. Mieszka w Rzeszowie. Przez kilka lat recenzent portalu ArenaHorror. 
Jego pierwszymi fascynacjami były komiksy wydawane w latach osiemdziesiątych (Tytus Romek i Atomek, Kajko i Kokosz, Thorgal czy Yans). Zainteresowania te przełożyły się w późniejszym czasie na jego twórczość, związaną głównie z fantastyką, a w szczególności science-fiction i horrorem. Swą przygodę z pisaniem zaczynał od publikacji opowiadań na internetowych forach zrzeszających pasjonatów pióra. Brał udział w warsztatach literackich organizowanych w ramach Międzynarodowego Festiwalu Kryminału, których był dwukrotnym laureatem.  
Zadebiutował dwoma opowiadaniami Rąbanko i Pojedynek na szosie w antologii „Przedświt” wydanej przez Portal Literacki w 2010 roku. Laureat licznych nagród i wyróżnień w konkursach literackich m.in. Poznań Fantastyczny, Literacki Debiut Roku, Międzynarodowy Festiwal Kryminału, Międzynarodowy Festiwal Opowiadania, Japan Fest czy Nordcon.

## Publikacje

### Thrillery
- Rok 2022, Wydawnictwo Nocą, Warszawa 2024[1]

### Horrory
- Między światami, Wydawnictwo CM, Warszawa 2023[2]

### Powieści sensacyjno-przygodowe
- Meksykańska hekatomba, Wydawnictwo CM, Warszawa 2021[3]
- Syryjska legenda, Wydawnictwo CM, Warszawa 2020[4]

### Powieści kryminalne
Seria Cienie w mroku
- Projekt 1002, Wydawnictwo Alegoria, Warszawa 2025[5]
- Rzeźbiarz kości, Wydawnictwo Alegoria, Warszawa 2024[6]

Seria prokurator Marian Suski
- Humbug, Wydawnictwo CM, Warszawa 2023[7]
- Patostreamerzy, Wydawnictwo CM, Warszawa 2022[8]
- Poza granicą szaleństwa, Wydawnictwo CM, Warszawa 2019[9]
- Zamknięci, Wydawnictwo CM, Warszawa 2018[10]
- Między udręką miłości a rozkoszą nienawiści, Wydawnictwo CM, Warszawa 2018[11]
- Lista Sześciu, Wydawnictwo CM, Warszawa 2017[12]

### Audiobooki
- Humbug, Wydawca: Lind & Co, Warszawa 2024
- Między światami, Wydawca: Lind & Co, Warszawa 2024
- Patostreamerzy, Wydawca: Lind & Co, Warszawa 2022
- Meksykańska hekatomba, Wydawca: Lind & Co, Warszawa 2021
- Syryjska legenda, Wydawca: Lind & Co, Warszawa 2021
- Poza granicą szaleństwa, Wydawca: Lind & Co, Warszawa 2020
- Zamknięci, Wydawca: Lind & Co,Warszawa 2020
- Między udręką miłości a rozkoszą nienawiści, Wydawca: Lind & Co, Warszawa 2020
- Lista Sześciu, Wydawca: Lind & Co, Warszawa 2020

### Opowiadania
- Sąsiadka w antologii "Tam, gdzie umiera duch" (wyd. Arkadiusz Siejda)
- Niewolnicy paralaksy w zbiorze "Powołani do twórczości" (wyd.  Koło Naukowe Edytorów Uniwersytetu Rzeszowskiego)[13]
- Drewniany człowiek na samotnej ławeczce w zbiorze "Powołani do twórczości" (wyd.  Koło Naukowe Edytorów Uniwersytetu Rzeszowskiego)
- Świadomy sen w antologii „Nocne mary - Opowieści niekoniecznie na dobranoc” (wyd. Lingua Mortis)

- Techisterio w antologii „Poznań Fantastyczny – Droga wolna” (wyd. Wydawnictwo Miejskie Posnania)
- Azyl  w antologii – „Kryminalny Olsztyn. Koszary.” (wyd. Oficynka)
- Morderstwo w Łagowie w antologii  – „Co się przydarzyło pani M?” (wyd. Dolnośląska Biblioteka Publiczna)
- Formagedon w antologii „Poznań Fantastyczny – miasto wyobraźni” (wyd. Wydawnictwo Miejskie Posnania)
- Szkoła morderców w antologii „Dziedzictwo Gwiazd” (wyd. Studio Advert (pod patronatem Związku Literatów Polskich)),
- Rąbanko w antologii „Przedświt” (wyd. Papierowy Motyl)
- Pojedynek na szosie w antologii „Przedświt” (wyd. Papierowy Motyl)
- Profesor Best Friend  Magazyn Fantastyczny, nr. 20